# Riccardo Venturini

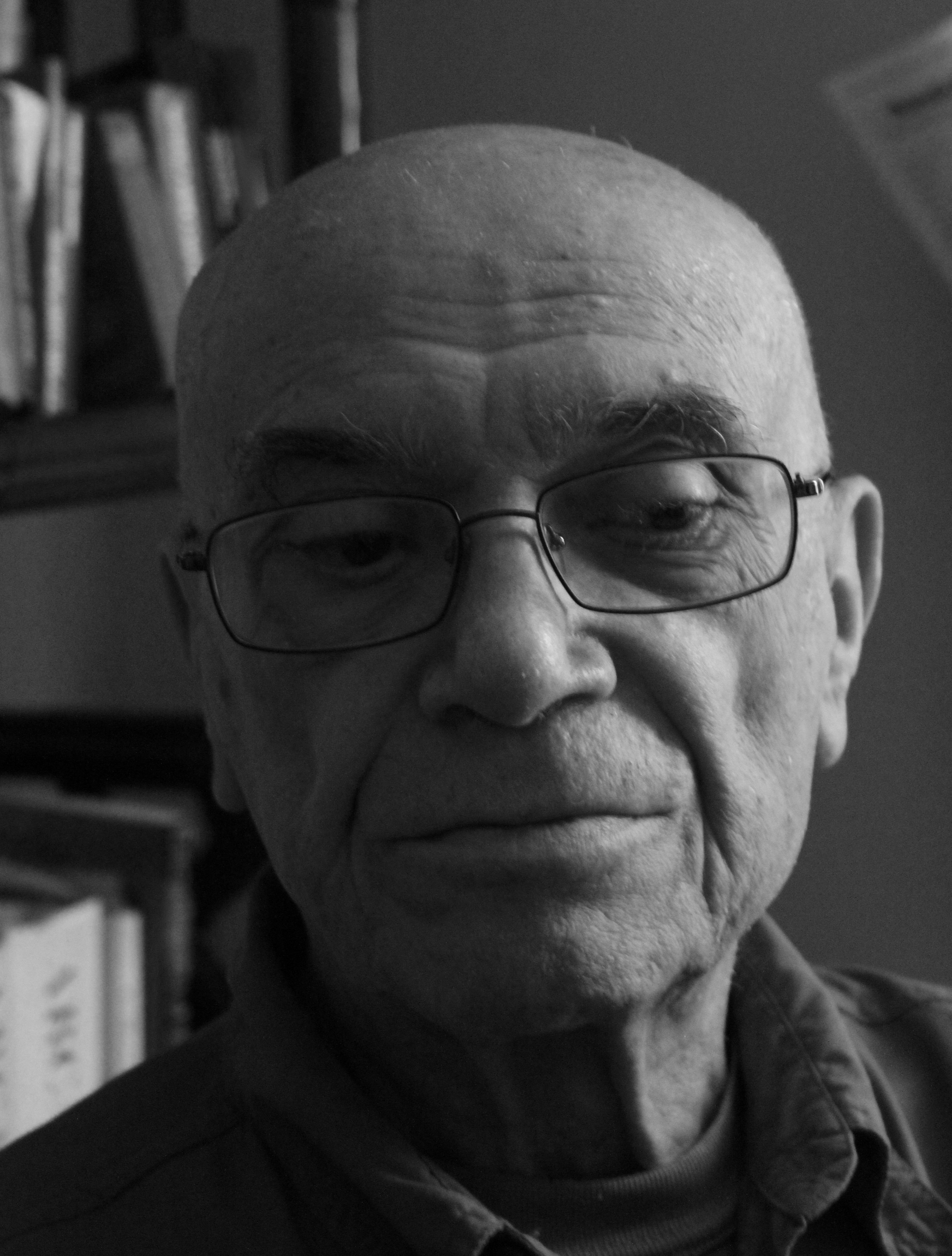
Riccardo Venturini nel luglio 2014.

Riccardo Venturini (Roma, 10 dicembre 1929 – Roma, 1º settembre 2015) è stato un medico e psicologo italiano, è stato professore ordinario di Psicofisiologia clinica presso l’Università degli studi di Roma “La Sapienza”, studioso degli stati di coscienza.

## Biografia
Laureatosi in Filosofia con lode (relatore Ugo Spirito) nel 1953 (Università di Roma “La Sapienza”), ha ricevuto una prima formazione fondata sugli insegnamenti dell'idealismo italiano, dell'esistenzialismo francese e del marxismo gramsciano. Di quegli anni è la collaborazione con la rivista Rassegna di filosofia, edita dall'Istituto di filosofia dell'Università di Roma, e con gli uffici redazionali di enciclopedie pubblicate dalla casa editrice Sansoni di Firenze.
Borsista presso l'"Institut de Psychologie" (Sorbonne) di Parigi (1957), dove ha seguito i corsi di metodologia, psicologia sperimentale e psicopatologia (Paul Fraisse, Daniel Lagache, Jacques Lacan), Venturini ha approfondito lo studio della psichiatria fenomenologica e dell'indirizzo psicoanalitico della "Société psychanalytique de Paris".
Assistente incaricato di Psicologia nell'Università di Messina (cattedra di Adriano Ossicini) negli anni 1959-60, Venturini è stato successivamente funzionario di programmi culturali della Rai per quattro anni.
Nel 1966 si è laureato in Medicina e chirurgia con lode (relatore Sergio Cerquiglini) presso l'Università degli Studi di Roma “La Sapienza”, dove è stato assistente incaricato e poi ordinario di Fisiologia umana (cattedra di Gaetano Martino e di Sergio Cerquiglini).
Libero docente di Fisiologia umana, professore incaricato di Psicologia fisiologica (1971) all'Università di Roma , dal 1975 al 1999 è stato professore straordinario e poi ordinario di Psicologia fisiologica e, successivamente, di Psicofisiologia clinica (disciplina da lui introdotta nell'insegnamento universitario italiano e di cui è stato il primo docente), sempre nell'Università degli Studi di Roma “La Sapienza”.
Dei primi lavori di Venturini vanno ricordati la rassegna critica delle Opere di Antonio Gramsci (Einaudi di Torino) e gli studi sulla metodologia della psicologia topologica (di Kurt Lewin) e del neo-comportamentismo (di Edward C. Tolman).
Nell'ambito degli studi psicofisiologici, Venturini ha svolto ricerche in campo sperimentale e clinico, sulla scia della tradizione fisiologica russa di Ivan Pavlov e Konstantin M. Bykov, e ha curato la traduzione italiana di diverse opere di autori come Pëtr K. Anochin, Konstantin V. Sudakov, Pavel I. Bul'. Venturini ha concentrato poi la sua attenzione sui temi più attuali della fisiologia applicata, interessandosi alle tematiche di ergonomia e partecipando attivamente al movimento per la difesa della salute negli ambienti di lavoro. Al fine di promuovere una sessualità libera e responsabile, ha contribuito alla realizzazione dei consultori familiari e diretto per un decennio il servizio di psicologia clinica dell'AIED (Associazione italiana per l'educazione demografica) di Roma.
Dagli anni Settanta si è prevalentemente occupato dello studio dei livelli di vigilanza e degli stati di coscienza, sia nel contesto della psicologia occidentale che in quello delle psicologie tradizionali orientali ed è stato per vari anni vicepresidente dell'AMISI (Associazione medica italiana per lo studio dell’ipnosi). Continuando a operare per l'affermazione, anche negli anni delle più lusinghieri successi delle neuroscienze, di una psicologia umanistica e non-riduzionistica, Venturini ha visto nella psicologia archetipica (secondo Carl Gustav Jung e James Hillman) e nell'orientamento strutturalistico (secondo Claude Lévi-Strauss) la prospettiva di un possibile fecondo sviluppo della psicologia transpersonale.
Ha partecipato a congressi internazionali e/o effettuato soggiorni di studio in Australia, Austria, Belgio, Bulgaria, Cecoslovacchia, Francia, Germania Federale, Giappone, Gran Bretagna, Hong Kong, Indonesia, Mongolia, Paesi Bassi, Romania, Singapore, Stati Uniti d'America, Svizzera, Ungheria, Unione Sovietica, Tailandia. In Estremo Oriente ha studiato e praticato le discipline spirituali del buddismo Mahāyāna (con particolare riferimento al Sutra del Loto, al Tendai e allo Zen), cosa che gli ha consentito di insegnarle poi autorevolmente in Italia. Unitamente ai saggi di interpretazione, nei termini della psicologia transpersonale, delle tecniche di meditazione e di preghiera, si è dedicato all'affermazione di una espressione occidentale della spiritualità buddista.
Maestro di Dharma della scuola buddista Tendai e guida spirituale del Centro di cultura buddista (rappresentanza del buddismo Tendai in Italia), è stato Garante della Fondazione Maitreya (Istituto di cultura buddista), ha fatto parte del Gruppo di lavoro su Psichiatria e salute mentale del Comitato nazionale di bioetica. Impegnato nel dialogo interreligioso, è stato co-Presidente della sezione italiana della World Conference on Religion and Peace e ha lungamente cooperato con scuole e movimenti buddisti giapponesi.
Il 1º settembre 2015 Venturini è morto a Roma.

## Opere principali
- Il vecchio e il nuovo nella fisiologia della voce, in Udito Voce Parola, Anno X - Fasc. II - 1967.
- ll problema metodologico della psicologia e il Behaviorismo di Edward Chace Tolman - in De Homine, numero 27-28, G. C. Sansoni editore, 1968.
- I livelli di vigilanza. Roma, Bulzoni, 1973.
- Sistema neurovegetativo e personalità. Roma, Bulzoni, 1979 (con Marco Lombardo Radice e Vezio Ruggieri).
- Musica: terapia e autorealizzazione. Roma, Bulzoni, 1972 (con Antonella Anello).
- The Lotus Sutra and Human Needs, in Dharma World, 1992.
- Cultura europea e religiosità giapponese, in Paradigmi - Rivista critica di filosofia, 1992.
- Pratica meditativa e pratica incessante, in Sofferenza e guarigione (a cura di L. Boggio Gilot), Assisi, Cittadella Ed. 1993.
- Sui sentieri di un ego di pace, in Per una pedagogia della pace (a cura di M. Mascia), San Domenico di Fiesole, ECP, 1993.
- Portare in campo l'infinito, in Duemilauno, 1995.
- Oggi, il risveglio, in Critica sociologica, 1994-95.
- Manifesto di bioetica laica, 1996 (Il Sole-24 ore).
- Le corps retrouvé, in Notes funambules (Revue du Département de danse -Université Paris 8), 1997.
- The Role of Buddhism in the West, in Dharma World, 1997.
- Coscienza e cambiamento - una prospettiva transpersonale, Assisi, Cittadella Ed., 1998.
- A Buddha Teaches Only Bodhisattva, in Gene Reeves (Ed.), A Buddhist Kaleidoscope: Essays on the Lotus Sutra, Tokyo, Kosei Publishing Co., 2002
- Paura di vivere, paura di morire, in Buddismo e Società, 2004.
- Ri-legature buddhiste, Roma, Edizioni universitarie romane, 2010.
- Address to the Tendai Symposium “Spreading the Dharma Overseas and the Future of Tendai Buddhism”, Tendai Buddhist Sect Overseas Charitable Foundation, 2013.